# 森登 (巴伐利亚州)
森登（德語：Senden，發音：[ˈzɛndn̩] ⓘ）是德国巴伐利亚州施瓦本行政区新乌尔姆县的城市，面积25.21平方千米，2023年12月31日人口为23,143人。